# Ahlbergia leechii
Ahlbergia leechii is een vlinder uit de familie van de Lycaenidae. De wetenschappelijke naam van de soort werd als Satsuma leechii in 1892 gepubliceerd door De Nicéville.